# RFM
RFM är en fransk radiostation som spelar musik. Stationen bildades 6 juni 1981 och är sedan 1994 en del av Lagardère Active.